# みにくいシュレック
みにくいシュレック（英: Shrek!）は、アメリカの作家・漫画家であるウィリアム・スタイグが1990年に発表した絵本で、反感を持つ緑の怪物が世界を見るために家を出て、醜いプリンセスと結婚するというストーリーである。出版後は、挿絵や独創性、文章を評価する批評家が多く、概ね好評を博した。また、シュレックをアンチヒーローと評し、満足と自尊心という本書のテーマを指摘した。出版から10年以上経った後、本作を原作とする『シュレックシリーズ』が公開された。

## 背景
ウィリアム・スタイグは、1930年から1960年代まで『ザ・ニューヨーカー』の漫画家として活躍した。1,600本以上の漫画を制作し「漫画の王様」と呼ばれた。しかし、広告製作を極端に嫌い、61歳のときから児童書の執筆を始めた。スタイグが本作を書いたのは80代のときだった。
本作は、親子の別れと温かい再会というテーマをグラフィカルに繰り返すことで知られるようになった。また、「別れ」や「変身」といったテーマも含まれており、水彩画とインクを使った色彩豊かな作品としても知られている。それらは『ザ・ニューヨーカー』に掲載された彼の漫画とよく比較された。
「シュレック」という名前は、イディッシュ語の「שרעק（シュレック）」、「שרעקלעך（シュレックレック）」のローマ字表記であり、ドイツ語の「Schreck」から転じて「恐れ」「恐怖」という意味になったものである。

## ストーリー
シュレックは緑色の肌をした、火を噴く不死身の怪物で、その嫌悪感で不幸を引き起こすことを楽しんでいる。世界を見る必要があると考えた両親は、ある日彼を沼から追い出してしまう。シュレックはやがて魔女に出会い、珍しいシラミと引き換えに、魔法の言葉「アップルシュトゥルーデル」を口にすることで運勢を読んだ。後に、ロバのドンキーによって城に連れて行かれ、騎士と戦い、自分よりさらに醜い王女と結婚することになる。
シュレックは、鎌を持った農民からキジを盗み食いし、雷と稲妻と雨の攻撃には稲妻を食べて対抗し、ドラゴンには自ら火を噴いて打ちのめし、道を進んでいく。休んでいると、大勢の子供たちに抱きつかれたりキスされ、なすすべもない悪夢にうなされる。目覚めた彼は再びドンキーと出会い、風変わりな城の風変わりな騎士のところに連れて行かれる。

シュレックがプリンセスに会おうとするのを不快に思った騎士は、シュレックに襲いかかり、シュレックはそれに応えて火を噴き、周囲の堀に追いやった。城の中でシュレックは、同じように恐ろしい生き物の軍勢に囲まれているように見え、恐怖を感じるが、自分が鏡の回廊にいることを知り、決意と自尊心を取り戻した。彼はついにプリンセスと出会い、互いの醜さに惚れ込んで結婚し、「その後ずっと恐ろしくて、自分たちに敵対するすべての人々を怖がらせて」生きていくのである。
| 「                        | シュレックの両親も醜かったが、シュレックはその2人を合わせてもより醜かった。シュレックは、幼児期には、炎を99メートルも吐き出し、両耳から煙を出すことができた。沼の中の爬虫類が一目見ただけで腰を抜かし、噛まれた蛇は即座に痙攣を起こして死んでしまうほどだ。 | 」 |
| —スタイグによる本作の解説 | |    |

## 評価
ジャーナリストのデイビット・デンビーは、「本作は、その辛辣な性格の割に、醜い生き物が仲間を見つけるという、非常に魅力的なおとぎ話だった」と書いている。『パブリッシャーズ・ウィークリー』は、この本を「エピグラムの天才」と賞賛し、「夢中にさせ、満足させる物語である」と好意的に評価した。『ニューヨーク・タイムズ』は、イラストとスタイグの「洒落た英熟語に対する完璧な耳」を高く評価した。『スクール・ライブラリー・ジャーナル』のカレン・リトンも同様に、本作のイラストと文章を賞賛し、音読に適した本であると述べている。
『ワシントン・ポスト』のマイケル・ディルダは、「文章も絵も比較的単純だが、陽気な本なので、誰も抵抗できないだろう」と評価している。彼は本作をスタイグの最高傑作とは考えず、「完璧な」控えめな業績とした。『言語芸術』の書評では、「口承文学の基準をひっくり返した」とその独創性が評価された。また、他の書評でも、本作のオリジナリティが強調されている。また、『ペアレンツ・チョイス』が選ぶ1990年チルドレンズ・ブック・アワードの絵本賞にも選ばれている。『パブリッシャーズ・ウィークリー』は、1990年の児童書賞「カフィーズ」のうち、「その年の最も面白い本」「最も優れた冒頭のセリフ」など数点を同書に贈った。
保護者の中には、「子どもにはふさわしくない」と反対する人もいた。学者であるジャック・ザイプスは、本作はスタイグの最高傑作ではないと考えていた。2017年にヴィクトリア・フォード・スミス教授は、スタイグの作品をクェンティン・ブレイクの作品と比較し、「子供のような作品」と評価した。

## 分析
2010年、ザイプスは『Tor.com』に、本作は「おとぎ話がいかに分断され、絶えず変容してきたかを示す最良の例の一つであり、デジタル時代、特に21世紀のデジタル・アニメーションの制作と成功によって、その過激な可能性を示す」と書いている。ザイプスは、本作とそのヒーローが「悪とは何か、誰が悪を引き起こすのか」という質問をしていると述べた。彼は、本作をグリム兄弟の物語『こわがることをおぼえるために旅にでかけた男』のパロディと考えつつ、本作を「アウトサイダー、疎外された者、他者、それはアメリカで抑圧されたマイノリティの誰であってもあり得る」という表現として捉えていた。2019年、『ザ・ニューヨーカー』のルマーン・アラムは、本作を「悪人がハッピーエンドを迎える物語」として取り上げ、「人生はそのように動くこともある」と指摘した。作家で評論家のリー・トーマスは、本作をスタイグの1984年の『腐った島』と比較し、「悪魔が本当に悪霊のようにぞろぞろと現れる例」として挙げている。本作は、「満足感と自尊心」「自分に正直になること」をテーマにしていると言われている。

### シュレック
スタイグのシュレックは、人と違うことに喜びを感じる人の象徴であるアンチヒーローと評されている。親に沼を追い出されたシュレックは、自分の主観をめぐる問題を解決するために旅に出ることを余儀なくされる。ルイス・ロバーツ教授によると、シュレックは作中で何度か「危機の瞬間」を経験する。最初は子供に関する悪夢を見るとき、その後は鏡の回廊に入るときである。また、この瞬間をラカンの鏡像段階（幼児が初めて自分を意識する瞬間に関する精神分析的概念）になぞらえている。シュレックがドラゴンを簡単に倒すのは、ドラゴンが自分の心地よい部分、つまり自分の醜さを思い起こさせるからである。
シュレックの悪夢は、自身にとってより困難なものである。本作では珍しい見開き2ページで紹介することで、重要な瞬間であることを強調している。子供たちがシュレックに注目し、反発も恐れもしないため、彼の自己像が脅かされ、他者との関係が不安定になるのだ。彼は、「自分の理想とする恐ろしいものは、手の届かないところにある」という事実に直面することになる。シュレックが鏡の回廊に到着したことは、彼が「自分の姿と折り合いをつけ、ありのままの自分でいることが、これまで以上に幸せである」ことを知ったことを表している。しかし、鏡に映る自分の姿は、まだ自分の姿とは一致せず、現実ではなく理想を表している。
2つの危機を乗り越えたシュレックは、自分より醜いプリンセスに出会うまで完成しない。ロバーツは、「本作は、すべての子どもが直面する主観性の危機を再現し、シュレックのような醜い人物でさえも解決策を見出すことができることを示すことで、読者を安心させ楽しませる」と結んでいる。

## 映画化
1991年にスティーヴン・スピルバーグが本作の権利を取得し、本作をもとにセルアニメ映画を製作する予定だった（シュレック役にはビル・マーレイ、ドンキー役にはスティーヴ・マーティンの出演が予定されていた）。最終的には、スピルバーグが設立したドリームワークス・アニメーションが約50万ドルで本作の権利を取得し、1995年11月に積極的に製作を進めることになった。
『シュレック』は2001年5月18日に公開され、マイク・マイヤーズ、エディ・マーフィ、キャメロン・ディアス、ジョン・リスゴーが声を担当した。この作品は批評的にも商業的にも成功を収め、史上初のアカデミー長編アニメ映画賞を受賞した。その後、『シュレック2』（2004年）、『シュレック3』（2007年）、『シュレック フォーエバー』（2010年）など、いくつかの作品が公開された。第1作目は、2008年にブロードウェイ・ミュージカル『シュレック・ザ・ミュージカル』としてミュージカル化された。
映画『シュレック』は、登場人物の追加やプロットやモラルの変更など、スタイグの原作との違いを強調する批評家が何人もいた。しかし、スタイグはこの映画を気に入り、「下品で、胸くそ悪い。でも、それが好きだ」と語っている。また、本作の売り上げはこの映画の公開を期に劇的に伸びたという。